# Palpatine
Palpatine és un personatge de l'univers fictici de la saga cinematogràfica de La guerra de les galàxies. Hi té un paper de polític dolent.
Va començar la seva carrera política com a senador, representant Naboo al Senat Galàctic del planeta Coruscant. Després d'uns tèrbols moviments polítics va ascendir al lloc de Canceller Suprem de la República, mentre el Canceller Valorum baixava del lloc. Després de l'erupció de la guerra dels Clons i gràcies al representant Jar Jar Binks, va obtenir una sèrie de «poders especials» que podrien ser catalogats com a poders de «dictador». A la fi de les Guerres Clon va revelar la seva veritable identitat: era un Senyor dels Sith.
Palpatine havia actuat durant la batalla de Naboo com a Darth Sidious, un sith invisible perquè feia servir unes túniques negres. Va fer servir el virrei de la Federació de Comerç, sols per crear un conflicte prou important com per a ascendir de senador a canceller de la República Galàctica. Darth Sidious va tenir com a aprenent Darth Maul, un misteriós Zabrak que quasi perd la vida a Naboo després d'un combat de sabres làser. Gairebé immediatament va prendre al Comte Dooku com el seu nou aprenent Sith. El Jedi desertor va concloure els plans de Palpatine i va crear novament el caos, només que aquesta vegada a nivell galàctic: les Guerres Clon.
Palpatine es va aferrar al seu govern, i es va excedir en el seu període de govern diverses vegades, sempre amb el suport del vice-canceller Mas Amedda i la seva secretària Sly Moore. En veure el moment propici, Palpatine s'autoproclama emperador i converteix la República Galàctica en l'Imperi Galàctic. L'emperador va regnar per més de tres dècades, sempre envoltat de la seva cort de dignataris imperials: Sim Aloo, Sate Pestage, Kren Blista-Vinee i Janus Greejatus.
Finalment l'Aliança Rebel el va derrotar en la batalla d'Endor, on va perdre la vida a les mans de qui menys s'esperava: el seu últim deixeble.
En la versió anglesa, Palpatine té la veu de l'actor neozelandès Clive Revill, en català té la veu de Jordi Dauder.